# 克里沃什伊
49°35′58″N 28°12′23″E / 49.59944°N 28.20639°E
克里沃什伊（烏克蘭語：Кривошиї），是烏克蘭的村落，位於該國西南部文尼察州，由赫梅利尼克區負責管轄，始建於1905年，面積3.2平方公里，海拔高度251米，2001年人口514，人口密度每平方公里160.63人。